# Chico Serra
Francisco „Chico“ Serra (* 3. Februar 1957 in São Paulo) ist ein ehemaliger brasilianischer Autorennfahrer und der Vater von Daniel Serra. 

## Karriere
Seine internationale Karriere begann 1977 in England, als er den Formel-Ford-Titel gewann.
1978 wurde er hinter Nelson Piquet und Derek Warwick Dritter in der britischen Formel-3-Meisterschaft. Im Jahre 1979 konnte er den ersten Platz in der Meisterschaft dieser Klasse belegen.
Nach einem Jahr in der Formel 2 mit Ron Dennis’ Project Four Racing begann er im Jahr 1981 beim Fittpaldi-Automotive-Teams als Teampartner von Keke Rosberg in der Formel 1. Der große Erfolg blieb mit nur einem WM-Punkt (6. Platz in Belgien) aus. 1982 war er alleiniger Fahrer des Fittipaldi-Teams. Nachdem er in der WM-Wertung nur den 26. Platz belegte, wechselte er 1983 zu Arrows, wo er bereits nach vier Rennen seinen Platz räumen musste. Chico Serra fuhr insgesamt 18 Grand Prix.
Nach seinem gescheiterten Versuch, in der Formel 1 Fuß zu fassen, kehrte er nach Brasilien zurück, um dort an nationalen Tourenwagenmeisterschaften teilzunehmen. Er konnte die nationalen brasilianischen Stock-Car-Meisterschaften der Jahre 1999, 2000 und 2001 für sich entscheiden.

## Statistik

### Statistik in der Formel-1-Weltmeisterschaft

#### Gesamtübersicht
| Saison | Team            | Chassis                      | Motor                    | Rennen | Siege | Zweiter | Dritter | Poles | schn. Rennrunden | Punkte | WM-Pos. |
| ------ | --------------- | ---------------------------- | ------------------------ | ------ | ----- | ------- | ------- | ----- | ---------------- | ------ | ------- |
| 1981   | Fittipaldi-Ford | Fittipaldi F8C               | Ford Cosworth DFV 3.0 V8 | 5      | –     | –       | –       | –     | –                | –      | 25.     |
| 1982   | Fittipaldi-Ford | Fittipaldi F8D Fittipaldi F9 | Ford Cosworth DFV 3.0 V8 | 9      | –     | –       | –       | –     | –                | 1      | 26.     |
| 1983   | Arrows-Ford     | Arrows A6                    | Ford Cosworth DFV 3.0 V8 | 4      | –     | –       | –       | –     | –                | –      | 23.     |
| Gesamt | Gesamt          | Gesamt                       | Gesamt                   | 18     | –     | –       | –       | –     | –                | 1      |         |

#### Einzelergebnisse
| Saison | 1   | 2   | 3   | 4   | 5    | 6  | 7   | 8   | 9   | 10 | 11  | 12  | 13  | 14  | 15  | 16 |
| ------ | --- | --- | --- | --- | ---- | -- | --- | --- | --- | -- | --- | --- | --- | --- | --- | -- |
| 1981   |     |     |     |     |      |    |     |     |     |    |     |     |     |     |     |    |
| 7      | DNF | DNF | DNQ | DNF | DNQ  | 11 | DNS | DNQ | DNQ |    | DNQ | DNQ | DNQ | DNQ |     |    |
| 1982   |     |     |     |     |      |    |     |     |     |    |     |     |     |     |     |    |
| 17     | DNF | DNQ |     | 6   | DNPQ | 11 | DNQ | DNF | DNF |    | 11  | 7   | DNQ | 11  | DNQ |    |
| 1983   |     |     |     |     |      |    |     |     |     |    |     |     |     |     |     |    |
| 9      |     | DNF | 8   | 7   |      |    |     |     |     |    |     |     |     |     |     |    |

| Legende  | Legende            | Legende                                                          |
| Farbe    | Abkürzung          | Bedeutung                                                        |
| -------- | ------------------ | ---------------------------------------------------------------- |
| Gold     | –                  | Sieg                                                             |
| Silber   | –                  | 2. Platz                                                         |
| Bronze   | –                  | 3. Platz                                                         |
| Grün     | –                  | Platzierung in den Punkten                                       |
| Blau     | –                  | Klassifiziert außerhalb der Punkteränge                          |
| Violett  | DNF                | Rennen nicht beendet (did not finish)                            |
| Violett  | NC                 | nicht klassifiziert (not classified)                             |
| Rot      | DNQ                | nicht qualifiziert (did not qualify)                             |
| Rot      | DNPQ               | in Vorqualifikation gescheitert (did not pre-qualify)            |
| Schwarz  | DSQ                | disqualifiziert (disqualified)                                   |
| Weiß     | DNS                | nicht am Start (did not start)                                   |
| Weiß     | WD                 | zurückgezogen (withdrawn)                                        |
| Hellblau | PO                 | nur am Training teilgenommen (practiced only)                    |
| Hellblau | TD                 | Freitags-Testfahrer (test driver)                                |
| ohne     | DNP                | nicht am Training teilgenommen (did not practice)                |
| ohne     | INJ                | verletzt oder krank (injured)                                    |
| ohne     | EX                 | ausgeschlossen (excluded)                                        |
| ohne     | DNA                | nicht erschienen (did not arrive)                                |
| ohne     | C                  | Rennen abgesagt (cancelled)                                      |
| ohne     | keine WM-Teilnahme |                                                                  |
| sonstige | P/fett             | Pole-Position                                                    |
| sonstige | 1/2/3/4/5/6/7/8    | Punktplatzierung im Sprint-/Qualifikationsrennen                 |
| sonstige | SR/kursiv          | Schnellste Rennrunde                                             |
| sonstige | *                  | nicht im Ziel, aufgrund der zurückgelegten Distanz aber gewertet |
| sonstige | ()                 | Streichresultate                                                 |
| sonstige | unterstrichen      | Führender in der Gesamtwertung                                   |